# بیلی مک‌اوون
بیلی مک‌اوون (انگلیسی: Billy McOwen؛ ۱ آوریل ۱۸۷۱ – ۱۹۵۰ (۷۸−۷۹ سال)) بازیکن فوتبال اهل بریتانیا بود.
از باشگاه‌هایی که در آن بازی کرده‌است می‌توان به باشگاه فوتبال بلکبرن روورز، باشگاه فوتبال بلکپول، باشگاه فوتبال لیورپول، و باشگاه فوتبال نلسون اشاره کرد.